# Haruna Rasid Njie
Haruna Rasid Njie (23 settembre 2005) è un calciatore gambiano, centrocampista del RFS Riga.

## Carriera

### Club
Ha iniziato a giocare a calcio nel Gunjur United, per poi passare al BST Galaxy nel 2023. L'anno successivo ha firmato un contratto con il RFS Riga, club della prima divisione lettone, con cui ha debuttato il 12 aprile nell'incontro di Virslīga vinto 5-0 contro il Tukums 2000; nel prosieguo della stagione ha inoltre giocato anche 3 partite nei turni preliminari di Champions League ed una partita nei turni preliminari di Europa League, competizione in cui ha inoltre giocato anche nella fase finale, disputandovi 5 partite. Sempre nel 2024 con il club lettone vince sia il campionato nazionale lettone che la Coppa di Lettonia, mentre nel 2025, riconfermato in rosa, vince la Supercoppa di Lettonia.

### Nazionale
Nel 2023 ha partecipato con il Gambia Under-20 alla Coppa delle nazioni africane Under-20 ed al campionato mondiale Under-20.

## Statistiche

### Presenze e reti nei club
Statistiche aggiornate al 13 dicembre 2024.
| Stagione        | Squadra         | Campionato      | Campionato | Campionato | Coppe nazionali | Coppe nazionali | Coppe nazionali | Coppe continentali | Coppe continentali | Coppe continentali | Altre coppe | Altre coppe | Altre coppe | Totale | Totale | Totale |
| Stagione        | Squadra         | Comp            | Pres       | Reti       | Comp            | Pres            | Reti            | Comp               | Pres               | Reti               | Comp        | Pres        | Reti        | Pres   | Reti   |        |
| --------------- | --------------- | --------------- | ---------- | ---------- | --------------- | --------------- | --------------- | ------------------ | ------------------ | ------------------ | ----------- | ----------- | ----------- | ------ | ------ | ------ |
| 2024            | RFS Riga        | VL              | 14         | 1          | CL              | 4               | 2               | UCL+UEL            | 3+6                | 0                  | -           | -           | -           | 27     | 3      |        |
| Totale carriera | Totale carriera | Totale carriera | 14         | 1          |                 | 4               | 2               |                    | 9                  | 0                  |             | -           | -           | 27     | 3      |        |

## Palmarès

### Club

#### Competizioni nazionali
- Campionato lettone: 1

RFS Riga: 2024
- Coppa di Lettonia: 1

RFS Riga: 2024
- Supercoppa di Lettonia: 1

RFS Riga: 2025